# Siganus punctatissimus
Siganus punctatissimus là một loài cá biển thuộc chi Cá dìa trong họ Cá dìa. Loài cá này được mô tả lần đầu tiên vào năm 1929.

## Từ nguyên
Từ định danh của loài cá này, punctatissimus, trong tiếng Latinh có nghĩa là "rất nhiều dấu chấm", hàm ý đề cập đến các đốm nhỏ màu trắng dày đặc trên cơ thể của chúng.

## Phạm vi phân bố và môi trường sống
S. punctatissimus có phạm vi phân bố ở Tây Thái Bình Dương. Loài cá này được tìm thấy từ Riau và Karimunjawa (Indonesia), cũng như ngoài khơi biển Java, về phía đông trải rộng khắp Philippines, các đảo phía đông Indonesia, New Guinea và quần đảo Solomon; phía bắc trải dài đến đảo Đài Loan và cực nam quần đảo Ryukyu (Nhật Bản); Liên bang Micronesia và Palau; phía nam giới hạn đến tây bắc Úc và cực bắc rạn san hô Great Barrier. S. punctatissimus sống gần các rạn san hô ở độ sâu khoảng 30 m trở lại.

## Mô tả
Chiều dài cơ thể tối đa được ghi nhận ở S. punctatissimus là 35 cm, nhưng thường được quan sát với kích thước phổ biến là 25 cm. Cơ thể có màu nâu sẫm pha chút màu tía, các đốm nhỏ màu trắng hơi xanh phủ khắp đầu và thân. Một vài cá thể thường xuất hiện có một đốm sáng màu ngay dưới gốc đường bên, trên nắp mang. Mống mắt màu nâu pha hồng nhạt. Vây lưng và vây hậu môn màu nâu cam; màng vây giữa mỗi gai vây lưng có 3 vạch màu trắng. Vây ngực màu nâu. Vây đuôi màu vàng, có dải viền màu nâu đen.
Số gai ở vây lưng: 13; Số tia vây ở vây lưng: 10; Số gai ở vây hậu môn: 7; Số tia vây ở vây hậu môn: 9; Số tia vây ở vây ngực: 16; Số gai ở vây bụng: 1; Số tia vây ở vây bụng: 5.

## Sinh thái học
Cá con và cá đang lớn sống thành đàn, còn cá trưởng thành bơi theo cặp. Thức ăn chủ yếu của S. punctatissimus là các loại rong tảo.